# Antennolaelaps celox
Antennolaelaps celox är en spindeldjursart som beskrevs av Lee 1973. Antennolaelaps celox ingår i släktet Antennolaelaps och familjen Ologamasidae. Inga underarter finns listade i Catalogue of Life.